# Leśniowice-Kolonia
Leśniowice-Kolonia – kolonia w Polsce położona w województwie lubelskim, w powiecie chełmskim, w gminie Leśniowice.
W latach 1975–1998 miejscowość administracyjnie należała do województwa chełmskiego. 
Kolonia jest sołectwem w gminie Chełm. Według Narodowego Spisu Powszechnego (III 2011 r.) liczyła 80 mieszkańców> i była osiemnastą co do wielkości miejscowością gminy Leśniowice.
Wieś powstała w latach 1921–1930, na gruntach Leśniowic, które w wieku XIX tworzyły wieś, folwark i majdan. We wsi zachował się oszalowany budynek rządcówki datowanej na około 1850 rok.
Wierni Kościoła rzymskokatolickiego należą do parafii św. Jana Chrzciciela w Rakołupach.